# Leopoldo Cicognara
O Conde Leopoldo Cicognara (Ferrara, 17 de novembro de 1767 – 5 de março de 1834) foi um arqueólogo, político e historiador de arte da Itália.

## Biografia
Passou sua juventude em Roma, onde estudou pintura e história da arte. Viajou por outras partes da Itália estudando antiguidades e em 1795 fixou residência em Modena, onde se envolveu na política, tornando-se conselheiro de estado e ministro plenipotenciário da República Cisalpina. Foi condecorado por Napoleão e em 1808 foi eleito presidente da Academia de Veneza. Tornou-se amigo de Wilhelm Schlegel e Johann Joachim Winckelmann. Depois da queda de Napoleão foi patrocinado por Francisco I da Áustria. Falido pelo custo de suas publicações, voltou a Roma e vendeu sua rica biblioteca para o papa Leão XII, passando a fazer parte da Biblioteca Vaticana. Foi amigo de Canova e um de seus primeiros biógrafos. 

## Publicações
Entre seus escritos estão:
- Del bello regionamenti, um elogio a Napoleão,
- Storia della scultura dal suo risorgimento in Italia al secolo di Napoleone,
- Fabbriche più cospicue di Venezia,
- Omaggio delle Provincie Venete alla maestri Carolina Augusta
- Um catálogo comentado sobre sua biblioteca privada,
- Memorie storiche de litterati ed artisti Ferraresi,
- Vite de' più insigni pittori e scultori Ferraresi
- Memorie spettanti alla storia della calcografia,
- Memória Biográfica, sobre a vida de Canova.